# Ismail Ould Bedde Ould Cheikh Sidiya
Pour les articles homonymes, voir Sidiya.
Ismail Ould Bodde Ould Cheikh Sidiya (né le 17 mars 1961 à Boutilimit) est un homme d'État mauritanien. Il est le ministre de l'Habitat, de l'Urbanisme et de l'Aménagement du territoire de Mauritanie de 2011 à 2014, puis Premier Ministre de 2019 à 2020.

## Biographie
Il est titulaire d'un diplôme d'ingénieur de l'École centrale Paris (Promo 1986). Il a effectué toutes ses études supérieures entre Toulouse et Paris en France.
Ismail Ould Bodde Ould Cheikh Sidiya a commencé sa carrière comme Chef du bureau Études et Programmation de la Société nationale industrielle et minière (SNIM), puis Directeur général de la société Compunet. 
Quelque temps après, il occupe le poste de directeur général du bureau d'études ETASCO (mines, énergie, eau, développement urbain, études de faisabilité, communication, méthodes organisationnelles, assistance-conseil) avant de devenir coordinateur du projet ville nouvelle de Boutilimit.
Il est de 2011 à 2014, ministre de l'Habitat, de l'Urbanisme et de l'Aménagement du territoire.
Le 2 août 2019, il est désigné Premier ministre de Mauritanie, il quitte ses fonctions le 6 août 2020. 